# Neukirch, Bodensee
Neukirch är en kommun (tyska Gemeinde) i Bodenseekreis i delstaten Baden-Württemberg i Tyskland. Folkmängden uppgår till cirka 2 700 invånare, på en yta av 26,59 kvadratkilometer.
Kommunen ingår i kommunalförbundet Tettnang tillsammans med staden Tettnang.